# MCLOS
MCLOS (Manual Command to Line of Sight, en español: Mando Manual a la Línea Visual) es un método de guiado de misiles de primera generación
Con un misil MCLOS, el operador debe seguir el misil y el blanco simultáneamente y guiarlo hacia el blanco. Usualmente el misil es dirigido con un joystick desde una posición segura o alejada del lugar de lanzamiento del misil (para dificultar su localización al enemigo). El método MCLOS requiere un arduo entrenamiento, por lo que fue casi totalmente reemplazado por el SACLOS que es mucho más fácil de operar. 

## Precisión
La precisión conseguida por los misiles guiados por MCLOS es difícil de cuantificar, ya que depende mucho de las habilidades y el entrenamiento del operador. Los números de las operaciones de combate que tuvieron lugar en el siglo XX permiten sugerir que la efectividad del sistema MCLOS es mucho menor a la de los misiles guiados mediante SACLOS. 
- Guerra de los Seis Días 1967 - AT-1 Snapper – Se lo utilizó de manera limitada, sólo un tanque fue destruido y se le atribuye una probabilidad de impacto inferior al 25%.
- Guerra de Vietnam 1972 – disparado por tropas estadounidenses, el misil francés SS.11 obtuvo una probabilidad de impacto del 10%, muy menor al 50% obtenido por el misil BGM-71 TOW que utiliza el sistema SACLOS
- Guerra de Yom Kipur 1973 - AT-3 Sagger – disparado por los soldados egipcios (relativamente bien entrenados) consiguió una probabilidad de impacto del 25% al principio del conflicto, al final de este, un 2% debido en parte a la falta de entrenamiento de los soldados sirios y al conocimiento que tenían del sistema las tripulaciones de los carros israelitas.

## Misiles con sistema de guiado MCLOS
- Ruhrstahl X-4
- Henschel Hs 117
- Henschel Hs 293
- Blowpipe
- AT-1 Snapper
- AT-3 Sagger